# Real azoriano
El Real Azoriano era la moneda oficial de las Azores hasta 1911. Era equivalente al Real portugués. Entre 1829 y 1901 se acuñaron monedas especiales para las Islas Azores, mientras que los billetes del Banco de Portugal se imprimían con el título "Açôres" entre 1905 y 1910 para poder ser usados en las islas. Aunque el Escudo portugués reemplazó al real (1000 reales = 1 escudo) en 1911, los billetes ya impresos continuaron circulando en vigor hasta 1932. La moneda actual de Azores, como la de Portugal es el Euro.
- Datos: Q3556033